# Sundar Raj

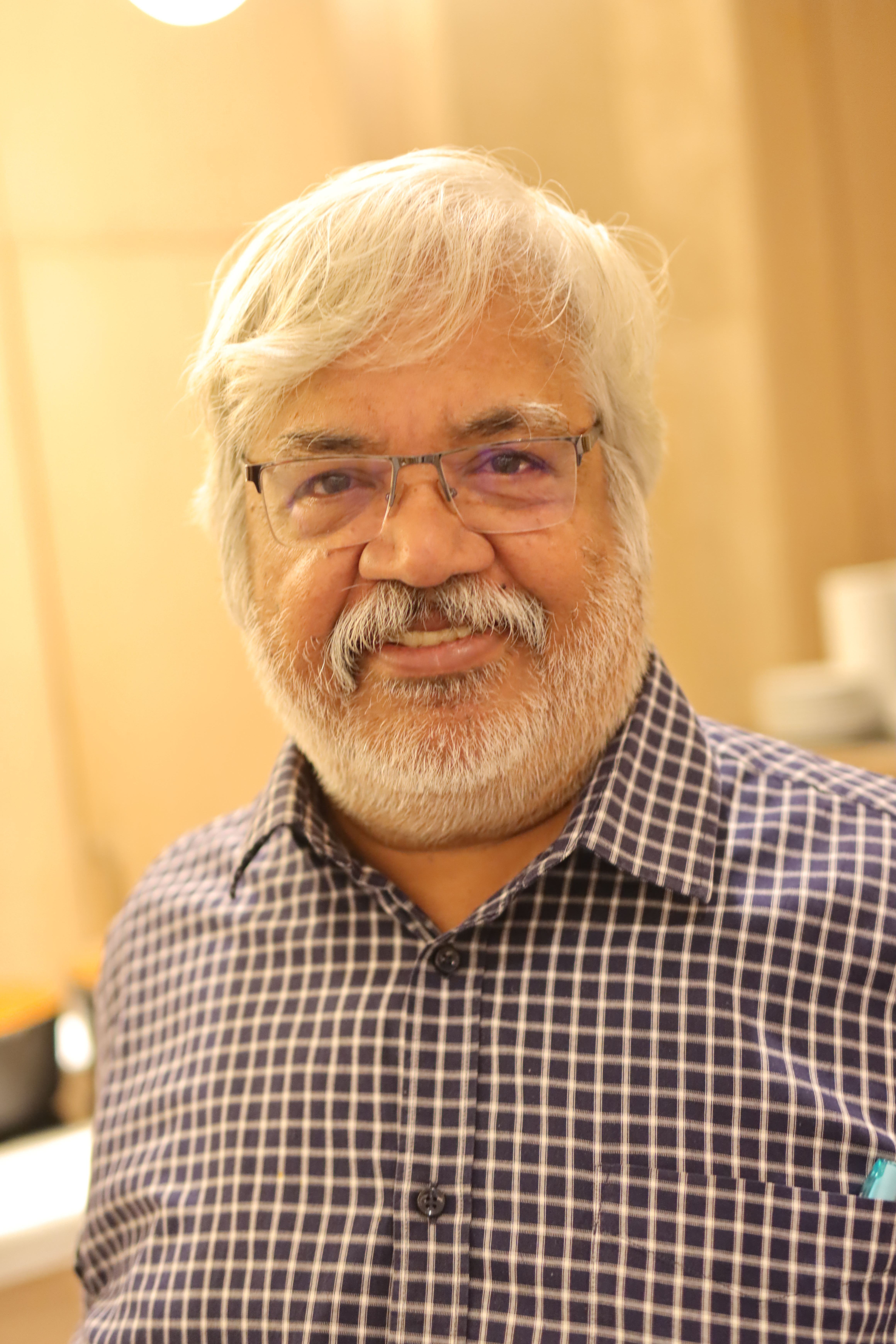
Sundar Raj

Sundar Raj (* 1951 in Bangalore) ist ein indischer Filmschauspieler in der Kannada-Filmindustrie. Zu den bekanntesten Filmen von Sundar Raj, in denen er als Schauspieler mitgespielt hat, gehören Tabbaliyu Neenade Magane, Ondanondu Kaladalli, Chandanada Gombe, Kurigalu Saar Kurigalu (2001), Mathadana (2001) und Aakasmika (1993).

## Leben

### Filmkarriere
Sundar Raj hat an mehr als 180 Filmen in Kannada als Schauspieler mitgewirkt. Er war als Sekretär der Kannada Film Artist Association tätig.

### Privatleben
Sundar Raj ist mit Pramila Joshai verheiratet und sie haben eine Tochter namens Meghana Raj. Sowohl Pramila Joshai als auch Meghana Raj sind indische Filmschauspieler in der Kannada-Filmindustrie, während Meghana hauptsächlich in Malayalam und mit einigen Telugu- und Tamilfilmen gearbeitet hat.

## Filmografie
- 1967: Immadi Pulikeshi
- 1982: Nanna Devaru
- 1984: Onde Raktha
- 1986: Samsarada Guttu
- 1987: Bhadrakali
- 1989: Gagana
- 1992: Mana Gedda Maga[8]
- 1993: Vijaya Kranthi
- 1994: Nyayakkagi Saval
- 2005: Samarasimha Nayka
- 2009: Ravana
- 2015: Aatagara
- 2016: Style King